# Poliobotys ablactalis
Espèce
Synonymes
- Lamprophaia borbonica (Guillermet, 2008)
- Lamprophaia murinalis (Pagenstecher, 1885)[2]
- Botys ablactalis
- Lamprophaia ablactalis

Poliobotys ablactalis est une espèce d'insectes lépidoptères (papillons) de la famille des Crambidae.

## Distribution
Cette espèce vit en Asie du Sud et du Sud-Est, en Australie et en Afrique (au Sud du Sahara) et sur les îles de l'Océan Indien.

## Sous espèces
- Poliobotys ablactalis ablactalis
- Poliobotys ablactalis borbonica (Guillermet, 2008) (La Réunion)[4]